# Joseph Solman
Joseph Solman (* 25. Januar 1909 in Wizebsk, Russisches Reich; † 16. April 2008 in New York City) war ein US-amerikanischer Maler und Mitbegründer der Künstlergruppe The Ten, einer Gruppe expressionistischer Maler in New York City in den 1930er Jahren. Zu seinen bekanntesten Werken zählen die „Subway Gouaches“, die Reisende in der New Yorker U-Bahn zeigen.

## Leben
Joseph Solman wurde 1909 als Sohn russisch-jüdischer Eltern in Wizebsk im heutigen Weißrussland geboren. Die Familie emigrierte 1912 in die USA und ließ sich in Jamaica, Long Island, nieder. Bereits in seiner Jugend begann er zu zeichnen und erhielt während seiner Schulzeit erste Porträtaufträge. Nach dem Schulabschluss besuchte er die National Academy of Design, wo ihm der traditionelle Unterricht nicht zusagte. Er zog es vor, in Museen zu lernen und Werke alter Meister zu kopieren. Anfang der 1930er Jahre entwickelte Joseph Solman seinen eigenen Stil und begann, die Straßen und Hinterhöfe seines Viertels zu malen. Seine Werke, oft kleine Gouachen, zeigen Stadtansichten, Bahnhöfe und Brücken. Nebenbei arbeitete er als Liftboy und in anderen Nachtjobs, um sich tagsüber der Malerei widmen zu können.
Mitte der 1930er Jahre wurde Joseph Solman Mitglied der expressionistischen Künstlergruppe The Ten, die sich gegen den damals vorherrschenden realistischen Stil wandte. Zu den Mitgliedern gehörten Mark Rothko (damals Marcus Rothkowitz), Adolph Gottlieb und Ilya Bolotowsky. Die Gruppe stellte erstmals 1936 in der Montross Gallery aus und zeigte ihre Werke auch in Paris. Ihr Stil wurde als radikal und avantgardistisch beschrieben, fand aber nur begrenzte Anerkennung. Gleichzeitig arbeitete Joseph Solman für das Federal Art Project (WPA), ein staatliches Kunstförderprogramm während der Weltwirtschaftskrise. In dieser Zeit entstanden viele seiner bekanntesten Werke, darunter The Blacksmith’s Shop und Venus of 23rd Street.
1940 ging Joseph Solman für ein Jahr nach Spokane, Washington, um dort Kunst zu unterrichten. Diese Zeit markiert einen künstlerischen Wendepunkt: Er wandte sich verstärkt dem Stillleben und dem Porträt zu. Zurück in New York richtete er sich ein Atelier mit großen Fenstern ein, das ihn für die nächsten Jahrzehnte inspirieren sollte. In den 1950er Jahren begann er mit der Serie Subway Rider, für die er U-Bahn-Passagiere auf Zeitungspapier skizzierte und später mit Gouache übermalte. Seine Werke wurden von bedeutenden Sammlungen wie der Phillips Collection und dem Hirshhorn Museum erworben. In den 1960er Jahren porträtierte Joseph Solman zunehmend Menschen aus der Künstlerszene des East Village. 1967 erwirbt er ein Sommerhaus in Rockport, Massachusetts, wo er mit der künstlerischen Technik der Monotypie zu experimentieren beginnt. Ab den 1970er Jahren findet Joseph Solman zunehmend Anerkennung. Retrospektiven in Washington und New York würdigen sein Lebenswerk. 1979 reist er nach Venedig, wo neue Monotypien entstehen. 1990 erschien das Buch Mozartiana, eine Sammlung von Zitaten und Anekdoten über Wolfgang Amadeus Mozart, illustriert mit eigenen Zeichnungen. 1995 erschien eine Monographie über sein Werk mit Beiträgen namhafter Kunstkritiker.
Joseph Solman blieb bis ins hohe Alter künstlerisch tätig. Seine späten Stadtansichten von New York konzentrieren sich auf das Spiel von Licht und Schatten zwischen den Wolkenkratzern. Er starb 2008 im Alter von 99 Jahren in seinem Atelier in Manhattan.